# Molophilus (Molophilus) binnaburra
Molophilus (Molophilus) binnaburra is een tweevleugelige uit de familie steltmuggen (Limoniidae). De soort komt voor in het Australaziatisch gebied.